# Підкамінська селищна територіальна громада
Підкамінська селищна територіальна громада — територіальна громада в Україні, в Золочівському районі Львівської області. Адміністративний центр — селище Підкамінь.
Площа громади — 322,9 км², населення — 11 343 мешканці (2020).
19 липня 2020 року, в результаті адміністративно-територіальної реформи та ліквідації Бродівського району, громада увійшла до складу новоствореного Золочівського району.

## Населені пункти
У складі громади 1 селище (Підкамінь) і 32 села:
- Батьків
- Вербівчик
- Голубиця
- Горбанівка
- Дудин
- Жарків
- Залісся
- Звижень
- Кутище
- Літовище
- Лукавець
- Лукаші
- Малинище
- Маркопіль
- Межигори
- Микити
- Накваша
- Нем'яч
- Орихівчик
- Паликорови
- Паньківці
- Пеняки
- Попівці
- Стиборівка
- Стрихалюки
- Тетильківці
- Чепелі
- Черниця
- Шишківці
- Шпаки
- Яблунівка
- Яснище